# Corneel De Ceulaer
Corneel De Ceulaer (Lier, 8 juli 1947), ook bekend als Neel De Ceulaer, is een voormalig Belgisch voetballer en voetbaltrainer. 

## Spelerscarrière
De Ceulaer is een jeugdproduct van Lierse SK. Hij stroomde in 1964 door naar het A-elftal, waar hij tussen de posities van middenvelder en aanvaller zwierf. De Ceulaer beleefde mooie tijden met de Pallieters: in 1969 won hij de Beker van België, waarin hij in de finale tegen Racing White de score opende, en nam deel aan de UEFA Cup-campagne van 1972 waarin Lierse het grote Leeds United uitschakelde.
De Ceulaer kwam nadien nog enkele seizoenen uit voor tweedeklasser Boom FC, waar een achillespeesblessure het einde van zijn spelerscarrière betekende.

## Trainerscarrière
De Ceulaer trainde na zijn spelerscarrière de jeugd van KSK Heist en FC Excelsior Kessel. Nadien werd hij trainer van KFC Heultje, waarmee hij van eerste provinciale naar derde klasse promoveerde. Van 1988 tot 2000 was hij ook manager van Lierse SK, waar hij in 2000 vertrok omdat hij zich niet meer kon vinden met de werkwijze van toenmalig voorzitter Gaston Vets. De Ceulaer keerde in 2007 terug in deze functie, maar gaf in 2011 de fakkel door aan zijn dochter Katrien. Tegenwoordig is De Ceulaer erevoorzitter bij Lierse.